# Поджо-Саннита
Поджо-Саннита (итал. Poggio Sannita) — коммуна в Италии, располагается в регионе Молизе, в провинции Изерния.
Население составляет 845 человек (2008 г.), плотность населения составляет 39 чел./км². Занимает площадь 22 км². Почтовый индекс — 86086. Телефонный код — 0865.
Покровителем коммуны почитается святой Проспер из Катенануова, празднование 21 августа.

## Демография
Динамика населения:

## Администрация коммуны
- Официальный сайт: http://www.comune.poggiosannita.is.it